# Старорусско-Новоржевская операция
Старорусско-Новоржевская наступательная операция — наступательная операция войск 2-го Прибалтийского фронта, осуществлённая 18 февраля — 1 марта 1944 года во взаимодействии с частью сил Ленинградского фронта в рамках Ленинградско-Новгородской стратегической наступательной операции против немецкой 16-й армии Группы армий «Север» с целью освобождения юго-западной части Ленинградской области, западной части Калининской области и создания предпосылок для дальнейшего наступления в Прибалтику.
В результате операции советские войска, преследуя отступающего противника, продвинулись до 180 километров на запад, освободив многие города и населённые пункты, в том числе, Старую Руссу, Новоржев, Дно, Пустошку.
Позже эта кампания получила название «1-й СТАЛИНСКИЙ УДАР» и стала началом серии мощных наступательных операций 1944 года, известных как «10 Сталинских ударов».
«... Южнее озера ИЛЬМЕНЬ наши войска, перейдя в наступление, с боями овладели городом и железнодорожным узлом СТАРАЯ РУССА, а также заняли более 40 других населенных пунктов, в том числе населенные пункты ПАРФЕЕВА, БОЛЬШАЯ КОЗАНКА, ЧИРИКОВА, ПЕННА, НАГАТКИНО, ОЖЕДОВО, ВЕЛИКОЕ СЕЛО, ЛОСЫТИНА, СОКОЛОВО, БАЙНОВА, СВЯТОГОРША...»
Совинформбюро от 18 февраля 1944 года.

## Силы сторон

### РККА
2-й Прибалтийский фронт — ком. генерал армии М. М. Попов, начальник штаба генерал-лейтенант Л. М. Сандалов.
- 1-я ударная армия — ком. генерал-лейтенант Г. П. Коротоков.
- 3-я ударная армия — ком. генерал-полковник Н. Е. Чибисов.
- 22-я армия — ком. генерал-лейтенант В. А. Юшкевич.
- 10-я гвардейская армия — ком. генерал-лейтенант М. И. Казаков.
- 15-я воздушная армия — ком. генерал-лейтенант авиации Н. Ф. Науменко.

### Вермахт
Группа армий «Север» — ком. генерал-полковника Вальтер Модель.
- 16-я армия — ком. генерал артиллерии Х. Хансен: 1-й, 2-й, 8-й, 10-й, 43-й армейские корпуса и 6-й корпус СС[~ 1].
- 1-й воздушный флот — ком. генерал К. Пфлюгбейл.

## Обстановка перед началом операции
14 января 1944 года советские войска Ленинградского и Волховского фронтов, одновременной перейдя в наступление под Ленинградом и в районе Новгорода, начали стратегическую операцию с целью разгрома 18-й немецкой армии и полного освобождения Ленинграда от вражеской блокады.
Несмотря на то, что войска 2-го Прибалтийского фронта имели значительное превосходство над противником в живой силе и технике, наступление, начатое 12 января, не достигло значительных успехов и вскоре было приостановлено. Вместе с тем, войска фронта своими активными действиями всё-таки сковали основные силы 16-й немецкой армии и способствовали успехам Ленинградского и Волховского фронтов.
В конце января войска 2-го Прибалтийского фронта возобновили наступление, но снова достигли лишь незначительных результатов. Части 10-й гвардейской, 22-й и 3-й ударной армий, встретив ожесточённое сопротивление противник, к середине февраля продвинулись вперёд всего на 15-20 километров, освободили 29 января город Новосокольники и вышли на рубеж Насва — Маево. В то же время части 1-й ударной армии (с 02.02. по 15.02.1944 г. — в составе Волховского фронта) безуспешно пытались взломать оборону противника в районе Старой Руссы и развить наступление в направлении станции Дно для соединения с войсками Волховского фронта.
Несмотря на неудачи войск 2-го Прибалтийского фронта в первой половине февраля, войска Ленинградского и Волховского фронтов, преодолевая ожесточённое сопротивление противника, продолжали наступление. 12 февраля советские войска, наконец, овладели городом Лугой. Не сумев остановить советское наступление на «лужском рубеже», командование Группы армий «Север» было вынуждено начать отступление основных сил 18-й армии в направлении Пскова на новые оборонительные рубежи на линии «Пантера».

## План наступления
К середине февраля создалась самая благоприятная обстановка для наступления войск 2-го Прибалтийского фронта против 16-й немецкой армии. Успешное наступление войск Ленинградского фронта на Псков и Остров создало реальную угрозу левому флангу и тылу 16-й армии. Под угрозой окружения, прежде всего, оказались 2-й армейский корпус, занимавший оборону в районе Холма, и 10-й армейский корпус в районе Старой Руссы.
Учитывая сложившуюся ситуацию, Ставка ВГК приняла решение предпринять крупномасштабную операцию силами 1-го и 2-го Прибалтийских фронтов, которая вместе с продолжавшимся наступлением Ленинградского фронта должно было привести к тяжёлому поражению Группы армий «Север» и прорыву линии «Пантера».
В директиве Ставки ВГК № 220026 от 17 февраля говорилось:

2-му Прибалтийскому фронту силами двух армий (не менее двадцати стр. дивизий) прорывать оборону противника на участке (иск.) озеро Жадро, (иск.) Подречье и, нанося главный удар западнее р. Великая, овладеть рубежом Опочка, Зилупе и переправами на р. Великая севернее Идрицы. В дальнейшем занять Резекне (Режица) и наступать на Карсаву с целью совместно с левым крылом Ленинградского фронта разбить островскую группировку немцев.
Согласно плану операции главный удар 2-й Прибалтийский фронт должен был нанести силами 3-й ударной и 10-й гвардейской армий, а 1-й ударной (возвращённой в состав фронта) и 22-я армиям ставилась задача сковать силы противника на второстепенных участках.
В наступлении предстояло участвовать и двум армиям правого крыла 1-го Прибалтийского фронта, которым была поставлена задача нанести главный удар на Себеж, а затем выйти к Западной Двине на участке Двинск — Дрисса. Для этого активные боевые действия в районе Витебска были приостановлены, а значительная часть сил 1-го Прибалтийского фронта была передислоцирована на север и северо-запад на правый фланг 16-й немецкой армии. Начало наступление двух фронтов было намечено на 28—29 февраля.
Командование обоих фронтов крайне скептически оценивало перспективы нового наступления. Так, войскам 2-го Прибалтийского фронта предстояло вновь наступать на идрицком направлении, где в предыдущих операциях не удалось добиться значительных успехов. Кроме того, в боях в первой половине февраля войска фронта израсходовали большую часть боеприпасов и горючего, численность личного состава в дивизиях уменьшилась до 3500 и даже до 3000 человек, а исправных танков и грузовых автомобилей осталось мало. Правда, Ставка ВГК заверила М. М. Попова, что пополнения в живой силе и технике будут предоставлены фронту в достаточном объёме.
Командование Группой армий «Север» сумело верно предугадать планы советской стороны. Информация, добытая немецкой разведкой, о концентрации советских войск в районе Невеля, указывала на то, что 2-й Прибалтийский фронт нанесёт удар на Идрицу с целью прорыва линии «Пантера» южнее Пустошки раньше, чем основные силы 16-й армии сумеют закрепиться на этом рубеже. При этом немецкое командования не исключало и «большого решения» — наступление советских войск на Ригу через Двинск с целью окружения всей группы армий «Север» в Прибалтике.
В сложившихся обстоятельствах 17 февраля В. Модель был вынужден отдать приказ 16-й армии начать отвод войск на линию «Пантера». Первыми начать отступление должны были части 10-го армейского корпуса, который входил в состав оперативной группы «Фриснер», из района Старой Руссы. При этом 2-му армейскому корпусу ставилась задача прикрывать правый фланг 10-го армейского корпуса и организованно отступать на промежуточную линию обороны вдоль железной дороги Дно — Насва.
Советское командование, по всей видимости, не ожидало такого развития событий. Разведка 2-го Прибалтийского фронта и армий не сумела точно и своевременно раскрыть замысел немецкого командования. Обнаружив с опозданием начавшийся отход частей противника, советские войска были вынуждены начать наступление раньше намеченного срока.

## Соотношение сил
К началу 1944 года 2-й Прибалтийский фронт занимал рубеж от озера Ильмень до озера Нещердо. Всего войска фронта насчитывали 45 стрелковых дивизий, 3 стрелковые бригады, 4 танковые бригады, 1 укрепрайон, а также артиллерийские и инженерные части в составе 5 общевойсковых армий (1-я, 3-я ударные, 6-я, 10-я гвардейские и 22-я армии). Поддержку с воздуха войск фронта осуществляла 15-я воздушная армия силами 355 самолётов.
Войскам 2-го Прибалтийского фронта и правому флангу 1-го Прибалтийского фронта (в районе Невеля) противостояла 16-я немецкая армия, которая насчитывала 21 дивизию и 1 бригаду в составе 6 армейских корпусов. Поддержку с воздуха всей Группы армии «Север» осуществлял 1-й воздушный флот силами 200 самолётов.
К середине февраля в составе советской и немецкой группировок произошли значительные изменения. Несколько дивизий немецкой 16-й армии были переброшены для усиления 18-й армии. Изменился и состав 2-го Прибалтийского фронта — 6-я гвардейская армия была переведена в состав 1-го Прибалтийского фронта.

## Ход боевых действий
18 февраля части 1-й ударной армии начали преследование 10-го немецкого армейского корпуса (30-я пехотная дивизия, 15-я латышская дивизия СС и 21-я авиаполевая дивизия), практически не встречая сопротивления, и в тот же день освободили Старую Руссу. К 20 февраля, продвинувшись вперёд на 20-25 километров, части 1-й ударной армии установили локтевую связь с 54-й армией Ленинградского фронта. Войска 8-й армии Ленинградского фронта попытались частью сил, наступая из района Шимска, нанести удар встык между флангами 16-й и 18-й армиями с целью разорвать связь между ними. Однако немецкие войска, прикрывая свой отход сильными арьергардными отрядами, сумели организовано отступить от озера Ильмень и сохранить общий фронт двух армий.
Через день после начала наступления 1-й ударной армии, атаковали противника и части 22-й армии. Юго-западнее Холма из района Авиново — Игнатово в наступление перешёл 44-й стрелковый корпус с задачей прорвать оборону противника и, развивая наступление на север, перерезать коммуникации 10-го армейского корпуса противника, отступающего от Старой Руссы.
Немецкие дивизии 2-го и 43-го армейских корпусов, которые ещё не начали отступление, оказывали ожесточённое сопротивление частям 22-й армии, стараясь прикрыть фланг 10-го армейского корпуса. Только за несколько дней ожесточённых боёв соединения 44-го стрелкового корпуса сумели преодолеть оборону 218-й и 331-й пехотных дивизий противника и к 21 февраля, развивая наступление, перерезали шоссе Холм — Локня. В тот же день части 26-й стрелковой дивизии 22-й армии освободили город Холм. В сложившейся ситуации немецкие части 2-го и 43-го армейских корпусов были вынуждены начать спешное отступление на запад к промежуточной линии обороны вдоль железной дороги Дно — Насва.
Ключевым пунктом этой линии обороны были город и важнейший железнодорожный узел Дно, для защиты которого немецкое командование сосредоточило значительные силы — части 8-й егерской, 21-й авиаполевой, 30-й пехотной дивизий и 2 охранных полка. 23 февраля соединения 14-го гвардейского стрелкового корпуса 1-й ударной армии вышли на подступы к городу. Одновременно к Дно подошли части 111-го стрелкового корпуса из состава 54-й армии Ленинградского фронта. Однако предпринятый в тот же день штурм города закончился неудачей и только 24 февраля город Дно был освобождён советскими войсками. В боях за город особенно отличились 182-я стрелковая дивизия, 137-я стрелковая бригада и 37-й танковый полк 14-го гвардейского стрелкового корпуса, а также 288-я, 44-я стрелковые дивизии и 16-я танковая бригада 111-го стрелкового корпуса.
Продолжая наступление в юго-западном направлении, части 1-й ударной, 22-й и 54-й армий 25 февраля взяли Дедовичи, форсировали Шелонь и продвинулись вперёд на 10-20 километров на всем участке фронта. Развивая наступление, советские войска освободили Бежаницы, Локню, Сущёво, Маево, Забелье и многие другие населённые пункты.
В то же время к наступлению присоединились частью сил 10-я гвардейская и 3-я ударная армии. В ночь с 26 на 27 февраля внезапной атакой части 7-го гвардейского стрелкового корпуса (119-я стрелковая дивизия и 1183-й полк 312-й стрелковой дивизии), нанося удар на правом фланге 10-й гвардейской армии, прорвали оборону противника и к концу дня, продвинувшись вперёд на 26 километров, освободили город Пустошку. Однако развить успех не удалось. Немецкие части заняли оборону западнее Пустошки на заранее подготовленном рубеже с развитой системой опорных пунктов, прикрытых проволочными заграждениями и минными полями.
Наступление же 79-го стрелкового корпуса из состава 3-й ударной армии не достигло даже локальных успехов из-за ожесточённого сопротивления 329-й немецкой пехотной дивизии.
Несмотря на отсутствие значительных успехов наступления на левом фланге фронта, к 26 февраля совместными действиями 10-я гвардейская, 3-я ударная и 22-я армии вынудили отступить дивизии немецкого 43-го армейского корпуса и полностью взяли под контроль железные дороги Дно — Новосокольники и Новосокольники — Маево — Забелье.
27 февраля Ставка ВГК своей директивой № 220039 предписала войскам 2-го Прибалтийского фронта:

1. Направление удара и группировку войск не менять.
2. Преследовать отходящего противника и только в том случае, когда войска встретят серьёзный рубеж обороны, произвести артиллерийскую подготовку для прорыва этого рубежа и дальнейшего продвижения в направлении Резекне, Карсова.
3. 43-ю гв. Латвийскую сд иметь в резерве, за левым флангом ударной группы фронта, и ввести её в бой после вступления наших войск на территорию Латвии.
В полной мере войска фронта не сумели выполнить поставленную задачу. 29 февраля части 1-й ударной армии перерезали железную дорогу Псков — Опочка и совместно с частями 22-й армии освободили 29 февраля Новоржев. Однако действовавшие на левом фланге фронта 3-я ударная и 10-я гвардейская армии успеха вновь не добились. Усилив группировку в этом районе 8-м армейским корпусом, немецкие войска сумели организовано отступить за реку Великую и заняли прочную оборону на новом рубеже.

## Итоги операции
К началу марта 1944 года войска 2-го Прибалтийского фронта вышли к линии «Пантера». Всего во второй половине февраля 1-я ударная армия продвинулась вперёд на 180 километров от Старой Руссы до реки Великой, 22-я армия — на 125 километров от Холма до Новоржева, а части 10-й гвардейской и 3-й ударной армий — на 30 километров от Маево до Пустошки. Однако немецкие войска 16-й армии, сумев вывести из-под удара большую часть живой силы и техники, заняли прочную оборону на рубеже Остров — Пушкинские Горы — Идрица и остановили дальнейшее продвижение советских армий. Причинами того, что войска 2-го Прибалтийского фронта не сумели в полной мере осуществить задуманный Ставкой ВГК план, стали запоздалое обнаружение начала отступления частей 16-й армии, недостаток сил и средств, в том числе из-за значительных потерь в предыдущих боях, а также отсутствие должной поддержки со стороны 15-й воздушной армии.
20 апреля 1944 года Государственный комитет обороны своим постановлением подверг резкой критике командование 2-го Прибалтийского фронта, возложив на него ответственность за неудачные действия как в Старорусско-Новоржевской, так и в ряде других операций. Командующий фронтом генерал армии М. М. Попов и член Военного совета фронта генерал-лейтенант Н. А. Булганин были сняты с занимаемых должностей. Кроме того, М. М. Попов был понижен в звании до генерала-полковника. В постановлении в частности говорилось:

Операция по преследованию противника, отходившего со Старо-Русского направления… была проведена неудовлетворительно. Командование фронтом, и в первую очередь командующий фронтом генерал армии Попов, не организует тщательной разведки противника. Только этим объясняется неожиданный, для командования 2-м Прибалтийским фронтом, и беспрепятственный уход противника из Старая Русса и Новосокольники. Командование фронтом не знает степени готовности и возможностей своих войск и вследствие этого неправильно определяет возможные сроки начала операций, что приводит к неоднократным изменениям этих сроков, или же операции начинаются при явной неподготовленности войск. В работе артиллерии 2-го Прибалтийского фронта имеют место крупнейшие недочеты… Командование 2-го Прибалтийского фронта зазналось, критически к своим недостаткам и ошибкам не относится и уроков из этих ошибок не извлекает.— Постановление ГКО от 20 апреля 1944 года № ГКО-5689сс "О недостатках в работе командования 2-го Прибалтийского фронта"

## Последующие события
1 марта 1944 года считается днём окончания всей Ленинградско-Новгородской стратегической наступательной операции. Утверждается, что войска Ленинградского и 2-го Прибалтийского фронтов в начале марта 1944 года по приказу Ставки ВГК перешли к обороне на достигнутых рубежах. Однако с 1 марта по 18 апреля советские войска провели ряд операций с целью прорыва линии «Пантера» на широком участке фронта от Нарвы до Острова, но сумели добиться лишь незначительных успехов. Расчёт Ставки ВГК на то, что армии двух фронтов сумеют сходу преодолеть линию «Пантера» и приступят к освобождению прибалтийских республик, не оправдался. Советским войска, которые вели беспрерывное наступление в течение двух месяцев, не хватило сил для выполнения этой задачи.

## Потери
Согласно статистическому исследованию «Россия и СССР в войнах XX века» общие потери советских войск 2-го Прибалтийского фронта в Ленинградско-Новгородской стратегической наступательной операции, частью которой была Старорусско-Новоржевская фронтовая операция, составили за период с 10.02. по 01.03. — 29710 человек (6659 — убитые, пропавшие без вести и пленные, 23 051 — раненные и заболевшие).

## Почётные наименования соединений и частей
За успешные действия в ходе Старорусско-Новоржевская операция приказом Верховного Главнокомандующего отличившимся при освобождении города Дно соединениям и частям было присвоено почётное наименование «Дновские»:
| - 23-я гвардейская стрелковая дивизия - 182-я стрелковая дивизия - 288-я стрелковая дивизия - 137-я отдельная стрелковая бригада - 16-я отдельная танковая бригада | - 37-й танковый полк - 239-й танковый полк - 823-й отдельный разведывательный артиллерийский дивизион - 499-й армейский миномётный полк - 539-й отдельный моторизованный инженерный батальон |